# Nuno Sá
Nuno André Araújo dos Santos Reis e Sá (2 de abril de 1976) é um deputado e político português. Ele é deputado à Assembleia da República na XIV legislatura pelo Partido Socialista. Tem uma licenciatura em Direito, um mestrado em Direito e outro em Ciências Jurídico Financeiras e é ainda Especialista diplomado em Ciências Juridico-Financeiras pela Faculdade de Direito de Lisboa.